# Warriors of the World
Warriors of the World (с англ. — «Воины со всего мира») — девятый студийный альбом американской хэви-метал-группы Manowar, вышедший 4 июня 2002 года.

## Об альбоме
Warriors of the World вышел после необычно продолжительного перерыва в 6 лет с выхода предыдущего альбома, Louder than Hell.
На Warriors of the World вошли несколько кавер-версий классических музыкальных произведений. Это ария Nessun Dorma (с итал. — «Никто не спит») из оперы Джакомо Пуччини «Турандот»; и конфедеративный гимн XIX века в версии, исполнявшейся Элвисом Пресли. Обложка нарисована Кеном Келли.
Альбом традиционно хорошо приняли в Германии, где он имел коммерческий успех, будучи реализованным в количестве более 100 000 экземпляров и признан золотым. Немецкий журнал Rock Hard поставил пластинке 9 баллов из 10 возможных.
Такие композиции, как Fight Until We Die, Hand of Doom и особенно House of Death выдержаны в более скоростном, спид-металическом темпе.
Композицию Nessun Dorma Эрик посвятил своей матери, которая скончалась во время записи данного альбома. Также, по словам Эрика, в Бельгии на одной из студий звукозаписи, он записал две песни, которые впоследствии куда-то бесследно исчезли.
На одноимённую песню Warriors of the World United был снят видеоклип.

## Сертификация
- BVMI (Германия) — золотой, последний альбом группы, получивший данный статус в Германии.[2]

## Список композиций
| №                   | Название                       | Текст песни                   | Музыка                    | Длительность |
| ------------------- | ------------------------------ | ----------------------------- | ------------------------- | ------------ |
| 1.                  | «Call to Arms»                 | Джоуи Де Майо                 | Джоуи Де Майо             | 5:31         |
| 2.                  | «The Fight for Freedom»        | Джоуи Де Майо                 | Джоуи Де Майо, Карл Логан | 4:31         |
| 3.                  | «Nessun Dorma»                 | Джузеппе Адами, Ренато Симони | Джакомо Пуччини           | 4:18         |
| 4.                  | «Valhalla»                     | инструментал                  | Джоуи Де Майо             | 0:36         |
| 5.                  | «Swords in the Wind»           | Джоуи Де Майо                 | Джоуи Де Майо, Карл Логан | 4:35         |
| 6.                  | «An American Trilogy»          | Микки Ньюберри                | Микки Ньюберри            | 4:20         |
| 7.                  | «The March»                    | инструментал                  | Джоуи Де Майо             | 3:55         |
| 8.                  | «Warriors of the World United» | Джоуи Де Майо                 | Джоуи Де Майо             | 5:51         |
| 9.                  | «Hand of Doom»                 | Джоуи Де Майо                 | Джоуи Де Майо             | 5:50         |
| 10.                 | «House of Death»               | Джоуи Де Майо                 | Джоуи Де Майо             | 4:25         |
| 11.                 | «Fight Until We Die»           | Джоуи Де Майо                 | Джоуи Де Майо             | 4:03         |
| Общая длительность: | Общая длительность:            | Общая длительность:           | Общая длительность:       | 47:58        |

## Участники записи
- Эрик Адамс — вокал;
- Джоуи Де Майо — разнообразные бас-гитары;
- Карл Логан — гитара;
- Скотт Коламбус — ударные, перкуссия

## Кавер-версии песен
- Немецкая хэви-метал группа Lanzer записала кавер-версию песни Warriors of the World United для своего концертного альбома Rock Circus - Live 2003.
- Бразильская хэви-метал группа Stormriders выпустила кавер на композицию Warriors of the World United для своего 1-го демо в 2004 году.
- Фолк-группа Сокира Перуна записала кавер-версию композиции Swords in the Wind на украинском языке.
- Итальянская пауэр-метал группа SpellBlast выпустила кавер на песню Swords in the Wind, которая вошла как бонус-трек на их 2-й студийный альбом Battlecry в 2010 году.
- Российский проект Radio Tapok выпустил кавер-версию композиции Warriors of the World United на своём YouTube-канале в 2019 году.